# Civico museo ingauno
Il Civico museo ingauno è allestito dal 1933 presso il vecchio palazzo comunale di Albenga, in provincia di Savona, nel centro storico in via Nino Lamboglia. Le sale raccolgono importanti documenti epigrafici, cimeli e oggetti reperiti negli scavi archeologici presso Albenga e nel territorio circostante databili dall'età preromana al periodo medievale.

## Le sale

### Sala dei Consoli
Nella sala denominata "dei Consoli", allestita nel pianterreno della torre comunale del Palazzo Vecchio, vengono conservati le principali testimonianze e reperti epigrafici dell'antica Albingaunum dell'epoca romana e bizantina. Tra i documenti dell'Impero Romano vi sono le iscrizioni di P. Aurelius Meleager del I secolo, di Valerius Severus del II secolo e la base onoraria di P. Mucius Verus databile alla fine del II secolo.
Di epoca bizantina è l'iscrizione di Honorata - quest'ultima moglie del conte e tribuno di Albenga Tzittano nel 568 - e longobarda dell'abate dell'isola Gallinara Marinaces - dell'VIII secolo - dove viene testimoniata il ritrovamento e la successiva sistemazione delle reliquie di san Calocero.

### Primo piano
Nel primo piano del vecchio palazzo comunale è conservata la grande planimetria dei rinvenimenti archeologici della romana Albingaunum con un saggio dei vari reperti romani rinvenuti. La grande sala, con un caratteristico soffitto del 1507, ospita inoltre teche e vetrine contenenti oggetti di epoca preromana riportati alla luce negli scavi effettuati nell'alta val Pennavaira, zona geografica tra la Liguria e il Piemonte incastonata nelle Alpi Marittime.
Qui è inoltre conservata la lapide di M. Valerius Braduanius Mauricus, su una stele di marmo rosa a forma di lira, rinvenuta dagli scavi effettuati nella locale cattedrale di San Michele Arcangelo.

## La loggia comunale
Nella loggia comunale è visibile l'affresco della Crocifissione, attribuito alla mano del pittore Giovanni Canavesio - dove sono ben raffigurati, tra l'altro, i due stemmi comunali di Albenga e Genova.
Qui sono conservati reperti di epoca romana, dell'alto medioevo e del medioevo. Databile alla dominazione romana è il puteale in marmo con decorazioni; al I secolo è invece attribuibile il pavimento a mosaico. Tra i reperti religiosi sono conservati la tomba a cappuccina detta "di San Calocero" - risalente al VI secolo e rinvenuta presso la basilica di San Calocero nella zona a sud di Albenga - e il sarcofago bizantino anch'esso del 500. Altri reperti sono le antiche unità di misura dotate dal Comune di Albenga in epoca medievale.